# Bộ Giao thông Vận tải (Indonesia)
Bộ Giao thông Vận tải (tiếng Indonesia: Kementerian Perhubungan) là một cơ quan chính phủ chịu trách nhiệm quản lý và điều hành giao thông ở Indonesia. Bộ được đặt tại Jakarta.